# Chelydra serpentina
La tortuga serpentina, tortuga lagarto norteño o tortuga lagarto, también conocida como tortuga satán, tortuga mordedora, tortuga toro, talaman, bache o sambunango (Chelydra serpentina) es una especie de reptil de la familia Chelydridae. La especie se distribuye en el sur de Canadá, este de los Estados Unidos, sureste de México y en Colombia, Ecuador y Costa Rica. Las tres especies de Chelydra y la tortuga caimán (genus Macrochelys) son las únicas especies existentes de la familia chelydris, la cual actualmente está restringida a las Américas.
Chelydra serpentina es conocida por su disposición combativa en entornos fuera del agua, en los cuales tiene sus mandíbulas con forma de pico y la gran movilidad de su cabeza y cuello (de ahí el epíteto específico serpentina, que significa "parecido a una serpiente") como herramientas a su favor. En el agua, es propensa a huir y usar elementos como la vegetación o sedimentos para esconderse. Chelydra serpentina tiene una estrategia de historia de vida caracterizada por una mortalidad alta y variable de embriones y crías, madurez sexual retrasada, longevidad adulta extendida e itero paridad (eventos reproductivos repetidos) con bajo éxito reproductivo por evento reproductivo.
Las hembras, y presumiblemente también los machos, en poblaciones más septentrionales maduran más tarde (entre 15 y 20 años) y con un tamaño mayor que en poblaciones más meridionales (alrededor de 12 años). La esperanza de vida en la naturaleza es poco conocida, pero los datos de marcación y recaptura a largo plazo del Parque Algonquin en Ontario, Canadá, sugieren una edad máxima superior a los 100 años.

## Anatomía y morfología

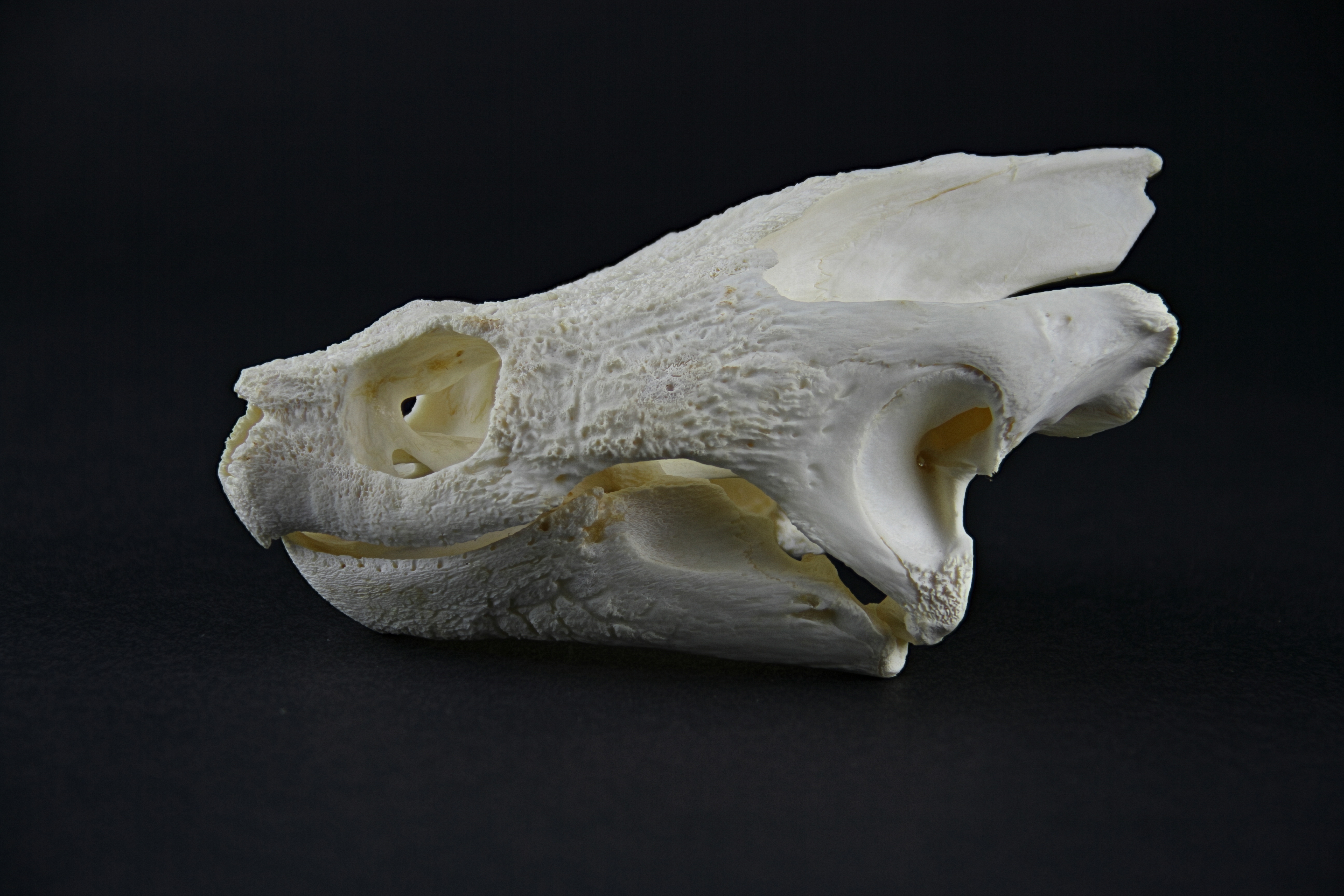

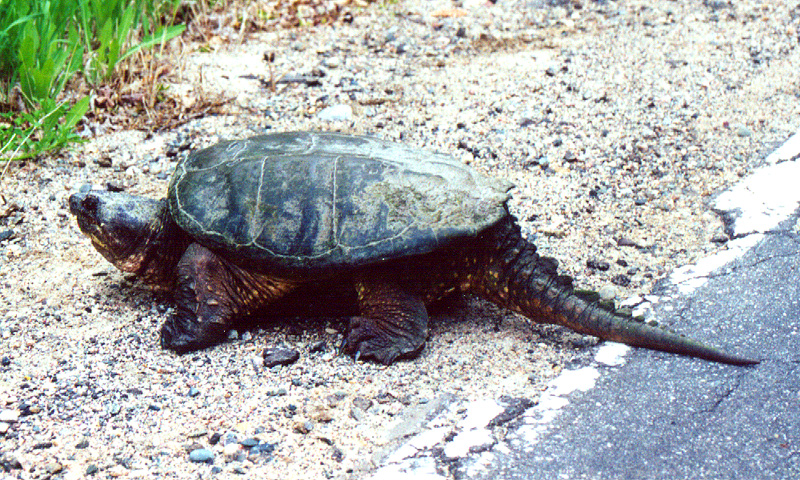
Tortuga mordedora.

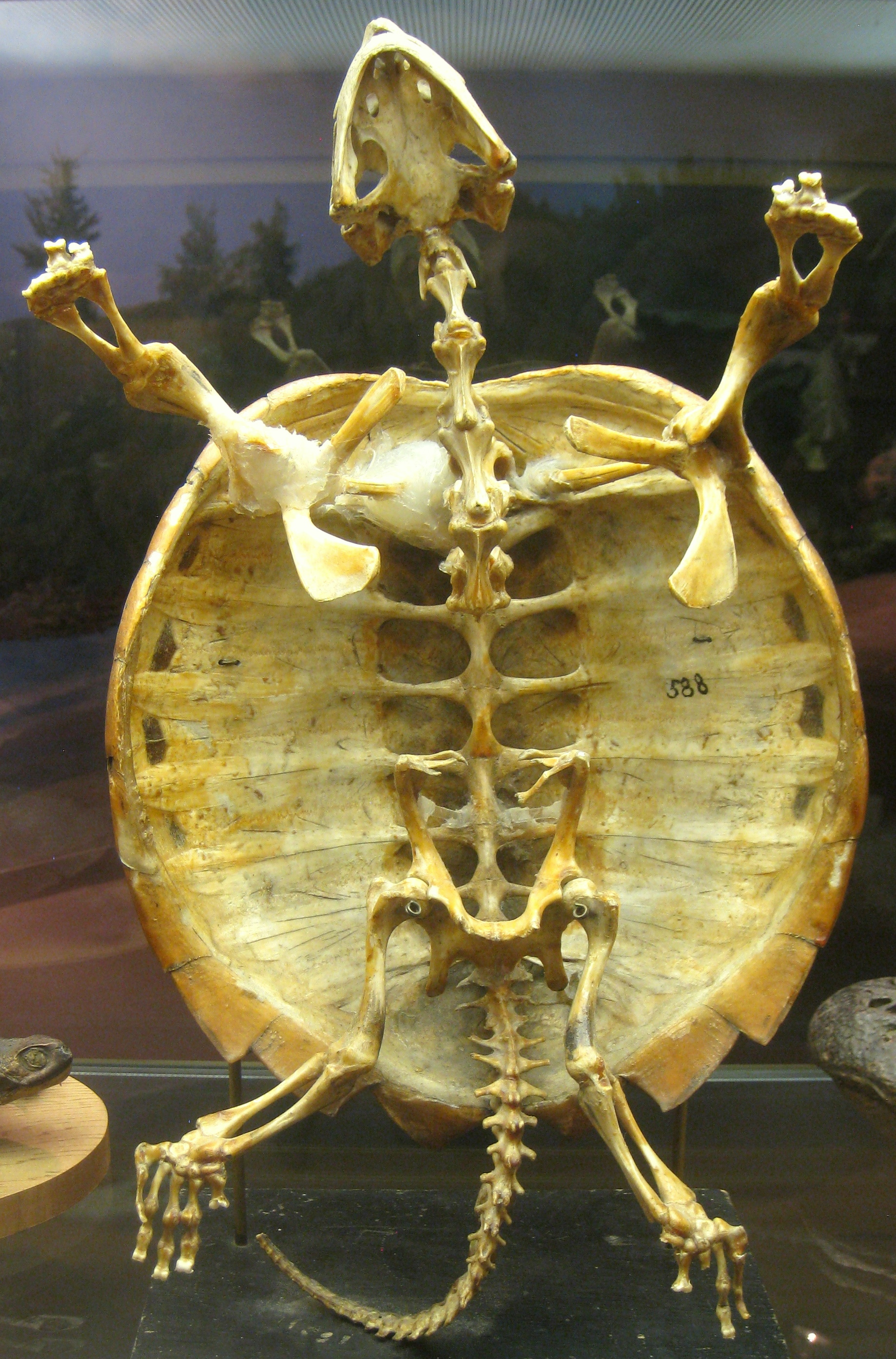
Esqueleto en el Museo de Ciencias de Boston.

C. serpentina tiene una constitución robusta y musculosa con un caparazón estriado (caparazón superior), aunque las crestas tienden a ser más pronunciadas en los individuos más jóvenes. La longitud del caparazón en la edad adulta puede ser de casi 50 cm (20 pulgadas), aunque es más común entre 25 y 47 cm (9,8 a 18,5 pulgadas). C. serpentina suele pesar entre 4,5 y 16 kg (9,9 y 35,3 libras). El plastrón es pequeño en forma de cruz con puente muy estrecho, color amarillo o castaño. La cabeza es voluminosa cubiertas por diversas protuberancias como espinas, tres de ellas alargadas en la barbilla. Hocico en forma de pico con mandíbula potente y 1 a 3 pares de barbicelas submandibulares táctiles, el primer par mucho más largo que los demás. Patas robustas semipalmeadas, garras, cola gruesa muy larga, cabeza grande.
Los machos son más grandes que las hembras, pesando alrededor de 10 kg (22 lb) más que estas. Las tortugas de esta especie siguen creciendo a lo largo de toda su vida, por lo que su peso puede ser mayor dependiendo de la edad de la tortuga. Cualquier espécimen que supere los pesos antes mencionados es excepcional, pero el espécimen silvestre más pesado capturado pesaba 34 kg (75 lb). Las tortugas mordedoras mantenidas en cautiverio pueden tener bastante sobrepeso debido a la sobrealimentación y han llegado a pesar hasta 39 kg (86 lb). En la parte norte de su área de distribución, la tortuga mordedora común es a menudo la tortuga nativa de agua dulce más pesada.

## Ecología e historia de vida
Los hábitats comunes son estanques o arroyos poco profundos. Algunos pueden habitar ambientes salobres, como estuarios. Estas fuentes de agua tienden a tener abundante vegetación acuática debido a las piscinas poco profundas. Las tortugas mordedoras comunes a veces toman el sol (aunque rara vez se observan) flotando en la superficie con solo sus caparazones expuestos, aunque en las partes del norte de su área de distribución también toman el sol fácilmente sobre troncos caídos a principios de la primavera. En aguas poco profundas, las tortugas mordedoras comunes pueden yacer debajo de un fondo fangoso con solo la cabeza expuesta, estirando sus largos cuellos hacia la superficie para respirar ocasionalmente. Sus fosas nasales están ubicadas en la punta del hocico y funcionan efectivamente como snorkels. Las tortugas mordedoras son omnívoras. Importantes carroñeros acuáticos, también son cazadores activos que utilizan tácticas de emboscada para aprovecharse de cualquier cosa que puedan tragar, incluidos muchos invertebrados, peces, ranas, otros anfibios, reptiles (incluidas serpientes y tortugas más pequeñas), aves desprevenidas y pequeños mamíferos. En algunas áreas, las tortugas mordedoras adultas pueden ocasionalmente ser perjudiciales para la reproducción de Anseriformes, pero su efecto sobre presas como patitos y ansarones con frecuencia se exagera. Sin embargo, como carroñeros omnívoros, también se alimentan de carroña y de una cantidad sorprendentemente grande de vegetación acuática.
Las tortugas mordedoras comunes tienen pocos depredadores cuando son mayores, pero los huevos están sujetos a la depredación por parte de cuervos, visones americanos, zorrillos, zorros y mapaches. Como crías y juveniles, la mayoría de los mismos depredadores los atacarán, así como también a las garzas (en su mayoría garzas azules), avetoros, halcones, búhos, pescadores, ranas toro americanas, peces grandes y serpientes. Hay registros durante el invierno en Canadá de tortugas mordedoras comunes adultas que hibernaban y que fueron emboscadas y depredadas por nutrias de río norteamericanas. Otros depredadores naturales que, según se informa, se han aprovechado de los adultos incluyen los coyotes, los osos negros americanos, los caimanes americanos y la tortuga mordedora caimán. Los machos grandes y viejos de las tortugas mordedoras tienen muy pocas amenazas naturales debido a su tamaño y defensas formidables, y tienden a tener una tasa de mortalidad anual muy baja.
Estas tortugas viajan mucho por tierra para alcanzar nuevos hábitats o poner huevos. La contaminación, la destrucción del hábitat, la escasez de alimentos, el hacinamiento y otros factores impulsan a las tortugas mordedoras comunes a desplazarse; es bastante común encontrarlos viajando lejos de la fuente de agua más cercana. Los datos experimentales respaldan la idea de que las tortugas mordedoras comunes pueden sentir el campo magnético de la Tierra, que también podría usarse para tales movimientos (junto con una variedad de otras posibles señales de orientación).
Esta especie se aparea de abril a noviembre, con su temporada alta de puesta en junio y julio. La hembra puede retener espermatozoides durante varias temporadas y utilizarlos según sea necesario. Las hembras viajan por tierra para encontrar suelo arenoso en el que poner sus huevos, a menudo a cierta distancia del agua. Después de cavar un hoyo, la hembra normalmente deposita de 25 a 80 huevos cada año, llevándolos hacia el nido con sus patas traseras y cubriéndolos con arena para su incubación y protección.
El tiempo de incubación depende de la temperatura y oscila entre 9 y 18 semanas. Un estudio sobre el período de incubación de la tortuga mordedora común incubó los huevos a dos temperaturas: 20 °C (68 °F) y 30 °C (86 °F). La investigación encontró que el período de incubación a la temperatura más alta fue significativamente más corto, aproximadamente 63 días, mientras que a la temperatura más baja el tiempo fue de aproximadamente 140 días. En climas más fríos, las crías pasan el invierno en el nido. La tortuga mordedora común es notablemente tolerante al frío; Los estudios de radiotelemetría han demostrado que algunos individuos no hibernan, sino que permanecen activos bajo el hielo durante el invierno.
Recientemente se ha descubierto que las crías de tortuga mordedora común emiten sonidos antes de que el nido salga a la superficie, un fenómeno también conocido en especies del género sudamericano Podocnemis y la tortuga mapa Ouachita. Estos sonidos son en su mayoría ruidos de "clic", pero a veces también se producen otros sonidos, incluidos aquellos que suenan algo así como un "crujido" o el frotamiento de un dedo por un peine de dientes finos.
En la parte norte de su área de distribución, las tortugas mordedoras no respiran durante más de seis meses porque el hielo cubre su lugar de hibernación. Estas tortugas pueden obtener oxígeno sacando la cabeza del barro y permitiendo que se produzca el intercambio de gases a través de las membranas de la boca y la garganta. Esto se conoce como respiración extrapulmonar.
Si no pueden obtener suficiente oxígeno a través de este método, comienzan a utilizar vías anaeróbicas, quemando azúcares y grasas sin el uso de oxígeno. Los subproductos metabólicos de este proceso son ácidos y crean efectos secundarios muy indeseables en la primavera, que se conocen como deuda de oxígeno. Aunque está designada como "preocupación menor" en la lista roja de la UICN, la especie ha sido designada en la parte canadiense de su área de distribución como "Preocupación especial" debido a que su historia de vida es sensible a la alteración por actividad antropogénica.

## Sistemática y taxonomía
Actualmente, no se reconoce ninguna subespecie de la tortuga mordedora común. La antigua subespecie de Florida, osceola, se considera actualmente sinónimo de serpentina, mientras que las otras subespecies anteriores, Chelydra rossignonii y Chelydra acutirostris, se reconocen como especies completas.

## Comportamiento
En su hábitat, se encuentran en la cima de la cadena alimenticia, provocando que sean menos agresivas. Cuando se encuentran con otras especies desconocidas para ellos, en algunos casos,  demostrarán curiosidad e incluso intentaran chocar su nariz contra la pierna de la persona. Aunque las tortugas mordedoras tienen comportamientos agresivos, cuando las encuentran en el agua o una persona se acerca, silenciosamente intentará alejarse de cualquier disturbio o buscará refugio bajo el lodo cercano

## Relación con los humanos

### Como comida
La tortuga mordedora común es un ingrediente tradicional de la sopa de tortuga; Sin embargo, el consumo en grandes cantidades puede convertirse en un problema de salud debido a la posible concentración de contaminantes ambientales tóxicos en la carne de la tortuga.

### Cautividad
La tortuga mordedora común no es una mascota ideal. Su cuello es muy flexible y una tortuga salvaje puede morder a su cuidador incluso si la levanta por los lados de su caparazón. Las garras son tan afiladas como las de los osos y no se pueden recortar como las de los perros. La tortuga usa sus patas como un oso para cazar y cortar la comida, mientras la muerde. A pesar de esto, una tortuga mordedora no puede usar sus garras ni para atacar (sus patas no tienen velocidad ni fuerza en movimientos de "deslizar") ni para comer (no tiene pulgares oponibles), sino sólo como ayuda para cavar y agarrar. Es mejor dejar la atención veterinaria en manos de un especialista en reptiles. Una tortuga mordedora común salvaje emitirá un silbido cuando la amenacen o la encuentren, pero prefieren no provocar confrontaciones.
Es un error común pensar que las tortugas mordedoras comunes pueden ser recogidas de forma segura por la cola sin dañar al animal; de hecho, esto tiene una alta probabilidad de dañar a la tortuga, especialmente la cola y la columna vertebral. Levantar la tortuga con las manos es difícil y peligroso. Los pargos pueden estirar el cuello hacia atrás a través de su propio caparazón y hasta las patas traseras a cada lado para morder. Cuando se sienten estresados, liberan un olor almizclado detrás de sus piernas.

### En la política
En 2006, la tortuga mordedora común fue declarada reptil estatal de Nueva York por votación de la Legislatura de Nueva York después de ser elegida por los niños de las escuelas primarias públicas del estado.

### Reputación
Si bien se rumorea ampliamente que las tortugas mordedoras comunes pueden morder los dedos de las manos o de los pies humanos, y sus poderosas mandíbulas son más que capaces de hacerlo, nunca se han presentado casos probados para esta especie, ya que utilizan su tamaño y fuerza generales para disuadir. posibles depredadores. Las tortugas mordedoras comunes son animales "bastante dóciles" bajo el agua que prefieren evitar confrontaciones en lugar de provocarlas. En 2002, un estudio realizado en el Journal of Evolutionary Biology encontró que la tortuga mordedora común (Chelydra serpentina) registraba entre 208 y 226 Newtons de fuerza en lo que respecta a la fuerza de la mandíbula. En comparación, la fuerza de mordida promedio de un ser humano (área de los molares) está entre 300 y 700 Newtons. Se sabe que otra especie no estrechamente relacionada conocida como tortuga mordedora caimán se arranca los dedos a mordiscos, y se conocen al menos tres casos documentados.

## Especie invasiva
En años recientes se han registrado avistamientos la tortuga mordedora en varios países de Asia (Japón, China, Hong Kong, Singapur), Europa (Alemania, Países Bajos, Francia, España) y Sudamérica (México, Honduras, Costa Rica, Panamá, Ecuador) mayormente a causa del comercio de animales y su subsecuente abandono en la naturaleza.
Por sus hábitos de alimentación generalista y tolerancia a bajas temperaturas puede considerarse Especie Potencialmente Invasora, pero aun sin antecedentes de reproducción exitosa fuera de su área de distribución natural. Probablemente debido a la baja tasa de supervivencia durante los 3 primeros años de vida, debido a la depredación y condiciones climáticas.
En 2015 un individuo asilvestrado de esta especie fue avistado en la Reserva Urbana Costanera Sur, Argentina. Se lo identificó un animal legalmente importado que al alcanzar un tamaño difícilmente manejable por sus requerimientos de espacio físico y/o alimentación o agresividad, fue liberado irresponsablemente por su dueño; en infracción con la Ley Nacional de Conservación de la Fauna Silvestre N° 22.421, que en su Artículo 6°, establece que: “Queda prohibido dar libertad a animales silvestres en cautiverio, cualquiera fuese la especie o los fines perseguidos, sin la previa conformidad de la autoridad de aplicación, nacional o provincial según corresponda".

## Conservación
La especie está actualmente clasificada como de Preocupación Menor por la UICN, pero ha disminuido lo suficiente debido a la presión de la recolección para el comercio de mascotas y la degradación del hábitat que Canadá y varios estados de EE. UU. han promulgado o están proponiendo medidas de conservación más estrictas. En Canadá, figura como "Preocupación especial" en la Ley de especies en riesgo de 2011 y es una especie objetivo para proyectos que incluyen estudios, identificación de hábitats importantes, investigación y mitigación de amenazas y educación del público, incluidos los propietarios de tierras. Los organismos involucrados incluyen departamentos gubernamentales, universidades, museos y proyectos de ciencia ciudadana.
Aunque la tortuga mordedora común figura como especie de menor preocupación, los factores antropogénicos aún pueden tener efectos importantes en las poblaciones. Décadas de mortalidad en las carreteras pueden provocar una grave disminución de la población de tortugas mordedoras comunes presentes en los humedales urbanizados. Un estudio en el suroeste de Ontario monitoreó una población cerca de una carretera muy transitada y encontró una pérdida de 764 individuos en sólo 17 años. La población disminuyó de 941 individuos en 1985 a 177 individuos en 2002. La mortalidad en las carreteras puede poner a las poblaciones de tortugas mordedoras comunes en riesgo de extirpación. Las vallas de exclusión podrían ayudar a disminuir la pérdida de población.